# جائحة فيروس كورونا في جزر أولاند
توثق هذه المقالة آثار جائحة فيروس كورونا لعام 2019-2020 في منطقة الحكم الذاتي الناطقة باللغة السويدية في جزر أولاند ، وقد لا تتضمن جميع الاستجابات والتدابير والإجراءات الرئيسية في الآن.

## خلفية
في 12 يناير، أكدت منظمة الصحة العالمية (WHO) أن فيروس تاجي جديد كان سببًا لمرض تنفسي لمجموعة من الأشخاص في مدينة ووهان، مقاطعة خوبي، الصين، والذين كانوا قد لفتوا انتباه منظمة الصحة العالمية في البداية في 31 ديسمبر 2019. تم ربط هذه المجموعة في البداية بسوق هوانان للمأكولات البحرية بالجملة في مدينة ووهان. ومع ذلك، فإن بعض الحالات الأولى التي أظهرت نتائج مختبرية لا صلة لها بالسوق، فمصدر الوباء غير معروف.
على عكس السارس لعام 2003 ، كانت نسبة إماتة الحالات لـ كوفيد-19  أقل بكثير، لكن انتقال العدوى كان أكبر بكثير، مع إجمالي عدد القتلى. عادة ما يظهر كوفيد-19 في حوالي سبعة أيام بأعراض شبيهة بالإنفلونزا يُظهرها بعض الأشخاص حيث تتطور إلى أعراض الالتهاب الرئوي الفيروسي الذي يتطلب الدخول إلى المستشفى. اعتبارًا من 19 مارس، أصبح كوفيد-19 يُصنف على أنه «مرض معدي عالي الأثر».

## الجدول الزمني
في 22 مارس 2020، سجلت أول حالة في جزر أولاند.

## وصلات خارجية
- حالات الفيروس التاجي كوفيد-19 العالمية و البيانات التاريخية من طرف جامعة جونز هوبكنز